# 岐阜運輸支局
岐阜運輸支局（ぎふうんゆしきょく）は国土交通省の46県にある運輸支局のひとつ。所在地は岐阜県岐阜市日置江に所在する。

## 概要
飛騨地区に関する事務は同支局の飛騨自動車検査登録事務所が担当している。所在地は、岐阜県高山市新宮町にある。
ここで交付されるナンバープレートは「岐阜」ナンバーと「飛騨」ナンバーであり、「飛騨」ナンバーは飛騨事務所の取扱いとなる。

## 自動車登録管轄区域

### 岐阜運輸支局（「岐阜」ナンバー）
岐阜市・大垣市・多治見市・関市・中津川市・美濃市・瑞浪市・羽島市・恵那市・土岐市・美濃加茂市・各務原市・可児市・山県市・瑞穂市・本巣市・郡上市・海津市・羽島郡・養老郡・不破郡・安八郡・本巣郡・加茂郡・可児郡・揖斐郡

### 岐阜運輸支局飛騨自動車検査登録事務所（「飛騨」ナンバー）
高山市・飛騨市・下呂市・大野郡

## その他
1987年（昭和62年）までは「岐」ナンバーだった。
岐阜県自動車税事務所が支局内に設置されている。他、自動車技術総合機構岐阜事務所が設置されている。なお同支局の飛騨自動車検査登録事務所は1991年（平成3年）10月28日に開設された。
「岐阜」ナンバー区域は、1999年（平成11年）5月より希望ナンバー制度が開始された。